# Amphithéâtre romain d'Avella
L'amphithéâtre romain d'Avella est situé dans le secteur sud-est de l'ancienne cité romaine d'Abella (l'actuelle Avella), province d'Avellino en Campanie,.
Cette zone était déjà occupée par des structures résidentielles de l'époque samnite. L'amphithéâtre romain constitue l'œuvre architecturale la plus importante de l'époque romaine de la ville. La zone représente le premier noyau du Parc Archéologique de l'ancienne Abella.

## Historique
Parmi les édifices romains de la ville, le plus connu est l'amphithéâtre, construit en opus reticulatum de tuf peut-être peu de temps après la déduction de la colonie romaine d'Abella, comme celui de Pompéi, dont il suit grossièrement les dimensions.
Il s'appuyait sur l'angle sud-est des murailles et en partie sur la pente naturelle et seule la partie sud repose sur de grands bâtiments voûtés, tandis que l'arène est située en contrebas du niveau environnant. Les deux vomitoires principaux dans le grand axe de l'ellipse avec des salles latérales sont bien conservés, tout comme le podium qui séparait la courbe de l'arène, et les sièges en tuf de la première cavea interrompus au niveau du petit axe par des podiums ; il en restait suffisamment pour permettre la reconstruction. 
Une image schématique du bâtiment a survécu sur le côté d'une base honorifique de l'époque impériale. Au Bas-Empire, la construction d'écuries sur le podium commença, mais fut ensuite interrompue par les événements qui précipitèrent la dissolution de l'Empire romain d'Occident.

## Galerie

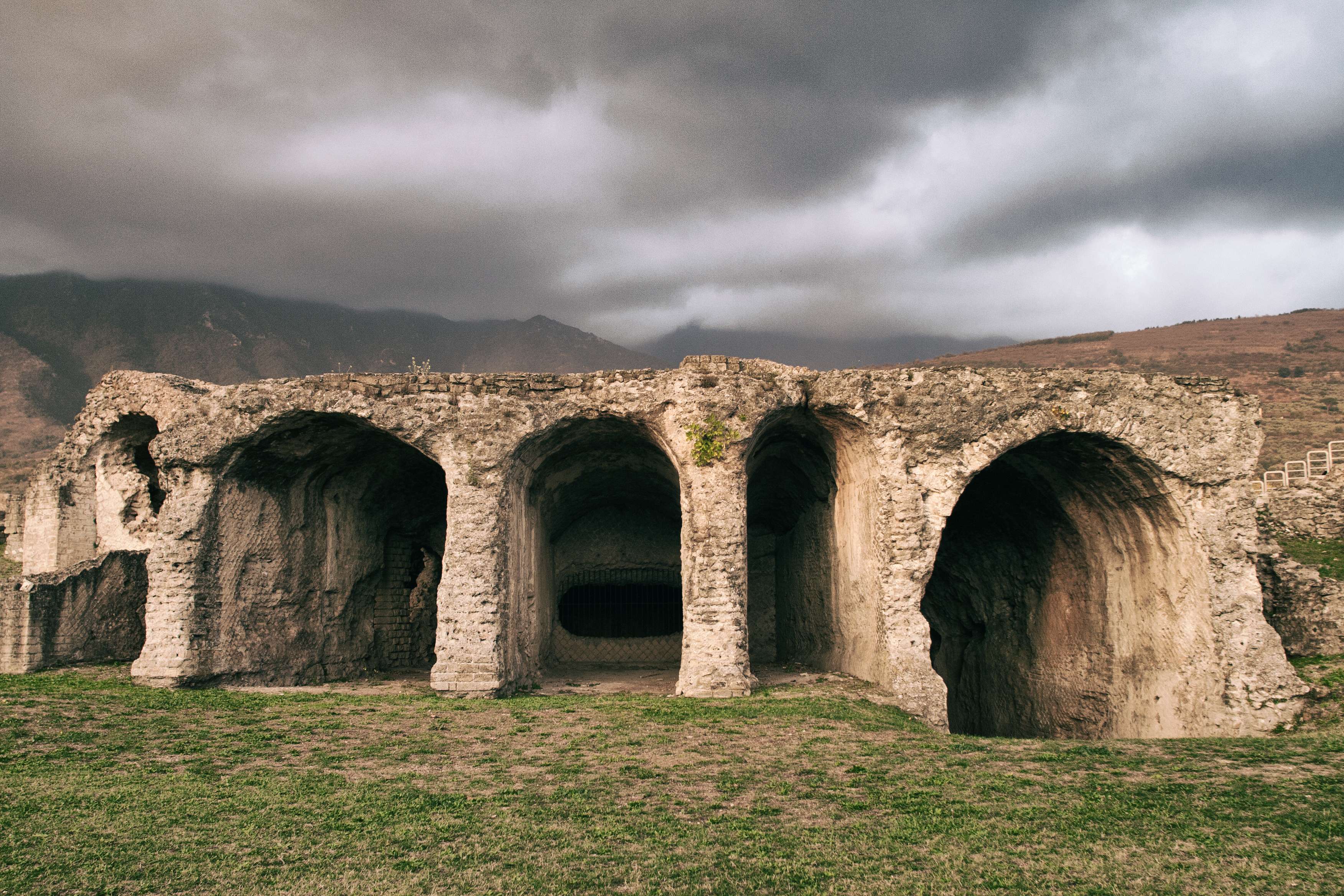
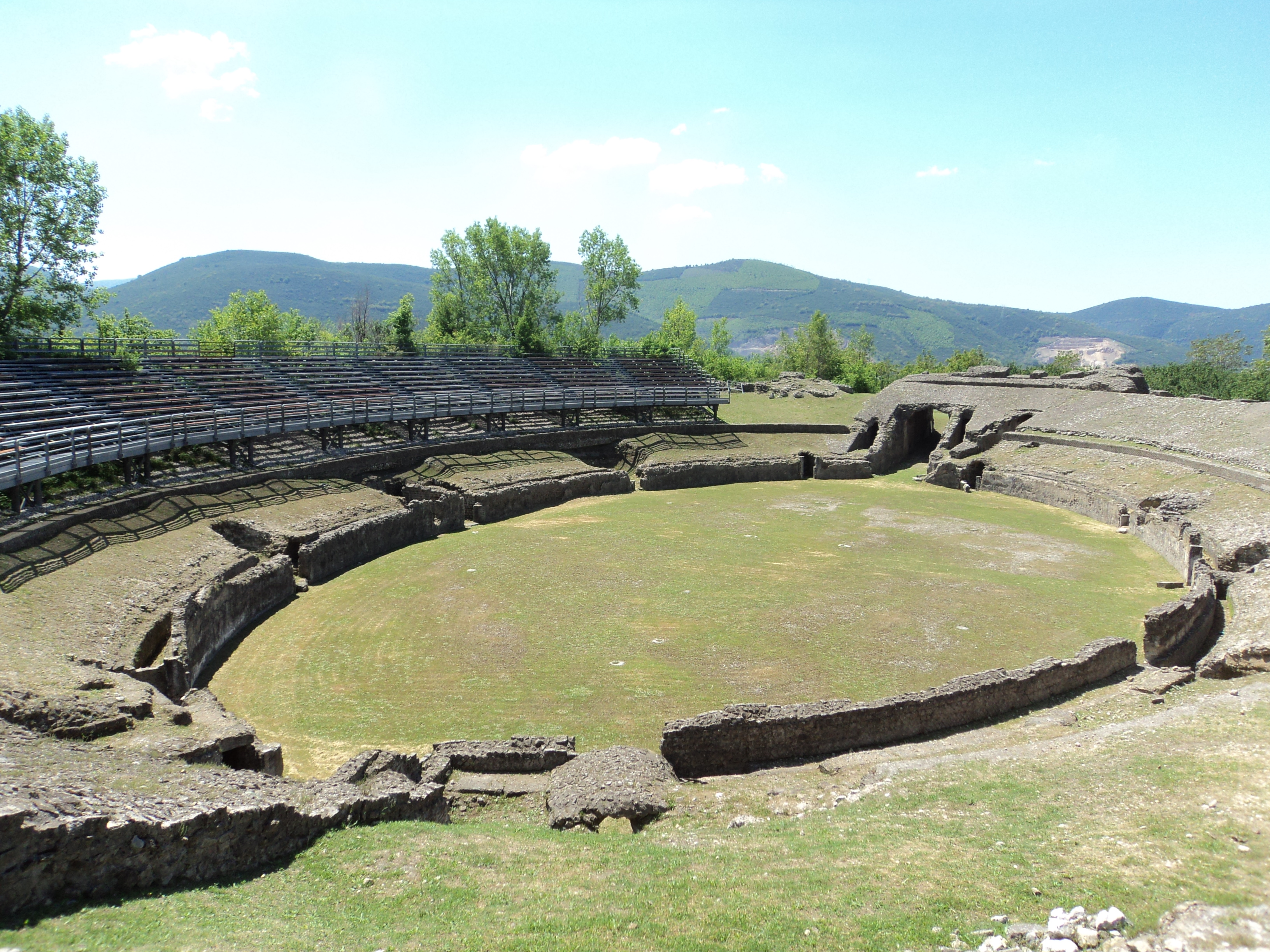